# Linda Motlhalo
Linda Motlhalo, née le 1er juillet 1998, est une footballeuse sud-africaine. Elle joue pour Glasgow City et pour l'équipe d'Afrique du Sud.

## Biographie

### Jeunesse
Linda Motlhalo naît à Brandvlei, dans le Cap-Nord, le 7 janvier 1998. Sa famille a une histoire liée au football, avec son père, Johannes Motlhalo, qui a tenté de devenir un joueur professionnel. Bien qu'il n'ait pas réussi à le faire, son frère Joseph Motlhalo a été gardien de but du Kaizer Chiefs FC entre 1970 et 1985.
Son père convainc le propriétaire de l'équipe amateur Might Bucs FC de créer une équipe féminine, pour laquelle Linda Motlhalo commence à jouer dès l'âge de 11 ans. Elle s'entraîne deux fois par jour, avec les garçons et les filles. Des entraîneurs adverses l'accusent d'être un garçon, l'un d'entre eux exigeant qu'elle se déshabille en public pour démontrer sa féminité. Cela est toutefois empêché à la suite d'une intervention de son père . Elle fréquente le lycée TuksSport, et fait partie du Centre sud-africain de haute performance à Pretoria.

### Carrière en club

#### Houston Dash, 2018
Le 1er février 2018, Motlhalo s'engage avec le club du Houston Dash dans le championnat des États-Unis. Elle est prise par l'entraîneuse de Dash, Vera Pauw, qui dirige l'équipe nationale sud-africaine de 2014 à 2016. Motlhalo effectue 21 apparitions pour le Dash et marque un but.
Le Houston Dash libère Motlhalo le 6 février 2019.

#### Beijing BG Phoenix FC (2019-2020)
Le 22 février 2019, Motlhalo devient une joueuse du BG Phoenix FC en Super League chinoise, rejoignant ainsi sa coéquipière sud-africaine, Thembi Kgatlana, qui s'est également rendue en Chine.

### Carrière internationale
Elle évolue en équipe nationale des moins de 20 ans au poste d'attaquant, disputant notamment les qualifications de la Coupe du monde des moins de 20 ans 2016.
Motlhalo est convoqué pour la première fois en équipe senior en octobre 2015, à la suite d'une blessure de Thembi Kgatlana. Motlhalo ne joue pas lors de ce moment-là. Elle effectue finalement ses débuts contre le Cameroun en 2016, marquant dans ce match nul (2-2).
En 2016, Motlhalo participe aux Jeux olympiques d'été de 2016 organisés à Rio de Janeiro, avant de disputer la Coupe d'Afrique des nations 2016 au Cameroun avec les Banyana Banyana.
Lors de la Coupe d'Afrique des nations 2018 qui se déroule au Ghana, Motlhalo dispute les cinq matchs en faveur de l'Afrique du Sud. L'équipe atteint la finale de la compétition, avant de s'incliner aux tirs au but contre le Nigeria. Elle marque un but lors de la compétition, et se voit nommée joueuse du match, lors de la demi-finale disputée par son équipe contre le Mali.
Elle fait ensuite partie des 23 joueuses sud-africaines retenues afin de participer à la Coupe du monde 2019 organisée en France.

## Palmarès

### International
- Vainqueur de la Coupe d'Afrique des nations 2022 avec l'équipe d'Afrique du Sud
- Finaliste de la Coupe d'Afrique des nations en 2018 avec l'équipe d'Afrique du Sud

### Individuel
- Meilleure buteuse du championnat de la COSAFA en 2018